# Gestion des flux de documents
 (juillet 2019).
Si vous disposez d'ouvrages ou d'articles de référence ou si vous connaissez des sites web de qualité traitant du thème abordé ici, merci de compléter l'article en donnant les références utiles à sa vérifiabilité et en les liant à la section « Notes et références ».
La gestion des flux de documents ou gestion des flux documentaires, ou encore output management désigne la gestion de dossiers envoyés par une entreprise ou un organisme à partir des logiciels de gestion (ERP, PGI, applicatifs métier, etc.).
Les documents sortants sont pour la plupart liés à la gestion commerciale ; ce sont principalement des factures ou des extraits de compte pour les banques. Les médias sont divers : imprimé, courriel, fax. Cela peut également être une archive électronique consultable avec un accès sécurisé sur le portail de l'entreprise.
Il désigne l'ensemble des dispositifs et logiciels qui permettent d'automatiser la mise en forme, la personnalisation et le choix du canal de diffusion des documents.

## Utilisation
Les logiciels sont complémentaires aux logiciels de gestion commerciale (ERP/PGI ou applications spécifiques) pour :
- mettre en page les documents en fonction de règles prédéfinies (appels de polices, fonds de page, images, codes-barres…) ;
- personnaliser le document en fonction des informations disponibles concernant le client ;
- ajouter des images (logos, publicité, illustrations, codes-barres) ;
- gérer l'impression du document ou la création d'un document électronique ;
- déterminer le bon média (fax, courriel, impression) en fonction des informations collectées dans le logiciel de gestion commerciale ;
- archiver et classer la copie électronique des documents envoyés (généralement au format PDF).

Les logiciels permettent de paramétrer ces différents automatismes en fonction des données de la gestion commerciale.
Ces données et informations peuvent être interceptées dans les spools ou les fichiers d'impression quand une édition est lancée à partir de la gestion commerciale (data mapping).
Certains éditeurs proposent des solutions permettant de scénariser la diffusion et/ou la mise en forme des documents en partant des flux PDF produits par les ERP/PGI.
Dans ce cas une reconnaissance et lecture automatique du PDF (RAD/LAD) est nécessaire pour identifier le document et ensuite lire l'adresse email ou le numéro de fax au sein du document PDF.